# 10tacle Studios
Die 10tacle Studios AG war ein von 2003 bis 2008 aktives Unternehmen zur Entwicklung und Produktion von Computerspielen. Das Unternehmen mit Stammsitz in Darmstadt beschäftigte zeitweilig fast 300 Mitarbeiter und betrieb sieben Entwicklerstudios an den Standorten Duisburg, Bratislava, Budapest, Charleroi, Hannover, London und Singapur. Bekannt wurde das Unternehmen in der kurzen Zeit des Bestehens als Herausgeber der GTR-Rennspielserie des Entwicklers SimBin und des ambitionierten, aber unvollendeten Computer-Rollenspiels Elveon. Weitere veröffentlichte Spiele sind War Front – Turning Point, Neocron 2, Michael Schumacher Worldtour Kart und Oktoberfest Wiesn-Gaudi sowie das im August 2007 erschienene Adventure-Spiel Jack Keane.

## Beschreibung
10tacle wurde 2003 unter anderem von Michele Pes in Darmstadt gegründet. Im Februar 2004 übernahm 10tacle das Entwicklungsstudio Reakktor Media, das zu diesem Zeitpunkt bereits an Neocron 2 arbeitete. Mit dem ehemaligen Sunflowers-Manager Jürgen Reußwig wurde ein erfahrener Studiomanager für den Aufbau neuer Entwicklungsteams in Osteuropa gewonnen. Auf der Games Convention 2004 kündigte 10tacle schließlich die Entwicklung eines Action-Rollenspiels durch seine eigens gegründete slowakische Entwicklungstochter an, das im Folgejahr unter dem Titel Elveon vorgestellt wurde. Durch den Game Fonds Nr. 1 von AAA Capital erhielt 10tacle größere Investitionssumme für den weiteren Unternehmensaufbau.
2005 übernahm 10tacle den von ehemaligen Outcast-Entwicklern gegründeten belgischen Entwickler Elsewhere Entertainment, der später als 10tacle Studios Belgium firmierte. Das Studio arbeitete unter anderem an dem Action-Adventure Totems, das seine Spielmechanik um die damalige Trendsportart Parkour aufbaute. Im Juni wurde mit AAA Capital ein zweiter Medienfonds aufgelegt, um Investitionsmittel einzusammeln. Allerdings zeichneten sich bereits Bemühungen der Regierung ab, die erheblichen Steuervorteile dieser Fonds für Investoren mit der im selben Jahr verabschiedeten Gesetzesnovelle zu streichen, worin 10tacle eine erhebliche Gefährdung für die Finanzierung seiner Produkte sah. Im Dezember 2005 konnte mit staatlicher Unterstützung Singapurs ein neues Entwicklerstudio in dem asiatischen Stadtstaat gegründet.
An GTR-2-Entwickler Blimey! Games, einer von Ian Bell geführten Ausgründung der SimBim Studios, sicherte sich 10tacle im Februar 2006 eine Mehrheitsanteil. April 2006 wurden die 10tacle Studios Mobile gegründet. Vom 22. Juni 2006 an war das Unternehmen im General Standard der Frankfurter Börse notiert. Die Aktie hatte die ISIN DE000TACL107. Von cdv Entertainment erwarb 10tacle im August 2006 die Produktionen und Markenrechte an War Front, Panzer Tactics und Jack Keane. cdv-Entwicklungsleiter Christopher Schmitz wechselte in dem Zusammenhang wenig später ebenfalls zu 10tacle. Im Oktober 2006 stieg die amerikanische Investmentgesellschaft Avenue Capital mit 8 % der Anteile bei 10tacle ein.
Für das abgeschlossene Geschäftsjahr 2006 verkündete das Unternehmen im März 2007 überraschend deutliche Umsatz- und Gewinnsteigerungen. Anfang Juni 2007 folgte die Übernahme des hauptsächlich für Codename: Panzers bekannten ungarischen Entwicklers Stormregion. Durch die Übernahme von Stormregion konnte das Unternehmen neue Finanzierungen von zwei asiatischen Medienfonds in Höhe von 14 Millionen Euro sichern. Im August 2007 wurde das von Reakktor Media entwickelte MMORPG Black Prophecy angekündigt. Ebenfalls im August gab 10tacle die Absicht bekannt, 29 % an den Climax Studios übernehmen zu wollen. Nach Angaben von Climax-Inhaber Karl Jeffries wurde diese Vereinbarung jedoch niemals vollzogen. Im Dezember 2007 kündigte 10tacle weiterhin an, den deutschen Publisher The Games Company übernehmen zu wollen.
Nach finanziellen Schwierigkeiten Anfang 2008 nahm das Unternehmen Abstand von der Integration von The Games Company. Bereits begonnene Maßnahmen seien rückgängig gemacht worden, die Kapitalerhöhung war noch nicht getätigt worden. Zuvor, im März 2008, musste 10tacle Liquiditätsengpässe einräumen, die nur mit einer Finanzspritze des Hamburger Reeder Bertram Rickmers überwunden werden konnte, und sprach eine Gewinnwarnung aus. Auslöser waren die Release-Verschiebungen von Elveon und Totems, samt der damit verbundenen Kostensteigerungen. Um das Unternehmen zu sanieren, wurden die 10tacle Studios Slovakia sofort geschlossen und man plante 25 % der Belegschaft zu entlassen. Die Entwicklung des Vorzeigetitels Elveon sollte an die Climaxgroup und anderen 10tacle-Studios ausgelagert werden. Außerdem sollte das Publishing-Geschäft auf Partnerfirmen übertragen werden. Bis April hatte der Börsenkurs des Unternehmens rund 80 % an Wert eingebüßt und die Vorstellung der Jahresbilanz musste verschoben werden. Im Mai 2008 wurde Firmengründer Michele Pes schließlich von Joachim Magin als Vorstand abgelöst. Mit der Ausgabe von Wandelschuldverschreibungen an ihre Aktionäre und einer gleichzeitigen Kapitalerhöhung sollten die zu diesem Zeitpunkt bestehenden Liquiditätsengpässe beseitigt werden. Da Investoren ihren daraus entstandenen Einzahlungsverpflichtungen nicht nachkamen, wurde aufgrund von Zahlungsunfähigkeit am 6. August 2008 die Eröffnung des Insolvenzverfahrens beantragt, die Geschäftstätigkeit wurde „weitgehend eingestellt“, die Telefonleitungen abgeschaltet. Der vorläufige Insolvenzverwalter sprach von „Managementfehlern insbesondere im Projekt- und Produktmanagement, aber auch im Verhältnis zu Investoren“. Spieleprojekte hätten nicht im geplanten Zeitrahmen und Budget fertiggestellt werden können.
Von den Tochterstudios konnte Reakktor Media 2009 mit Hilfe von Investoren gerettet werden und führte die Entwicklung von Black Prophecy in Kooperation mit Gamigo zu Ende.  Blimey! Games wurde 2009 von den Slightly Mad Studios übernommen, einem ebenfalls von Ian Bell gegründeten Rennspielentwickler. Bell engagierte 2012 auch 10tacle-Gründer Michele Pes als COO der Slightly Mad Studios.

## Veröffentlichte Titel
- 2004: Michael Schumacher: World Tour Kart 2004 (Windows)
- 2004: GTR: FIA GT Racing Game (Windows)
- 2004: Neocron 2: Beyond Dome of York (Windows)
- 2005: Oktoberfest Wiesn-Gaudi (Windows)
- 2005: GT Legends (Windows)
- 2006: Pirates: Legend of the Black Buccaneer (Windows, PlayStation 2, PlayStation 3)
- 2006: GTR 2: FIA GT Racing Game (Windows)
- 2007: War Front: Turning Point (Windows)
- 2007: Jack Keane (Windows)
- 2007: BMW M3 Challenge (Windows)
- 2007: Happy Hippos: Auf Weltreise (Nintendo DS, Windows)
- 2007: Boulder Dash Rocks! (Nintendo DS, iOS)